# Subdiviziunile Belizelor

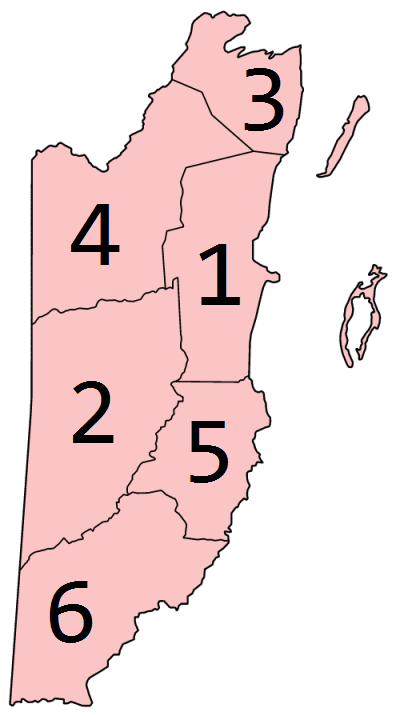

Statul Belize este împărțit în 6 districte, care sunt alcătuite din 31 de circumscripții (constituencies).  Districtele sunt reprezentate în josul paginii, împreună cu reședința fiecăruia și alte statistici. 
| District    | Reședința        | Suprafață (km²) | Populație (rec. 2010) | Abrevierea cu 2 litere | Abrevierea cu 3 litere |
| ----------- | ---------------- | --------------- | --------------------- | ---------------------- | ---------------------- |
| Belize      | Belize City      | 4.204           | 87.523                | BZ                     | BZD                    |
| Cayo        | San Ignacio      | 5.338           | 70.157                | CY                     | CYO                    |
| Corozal     | Corozal Town     | 1.860           | 39.539                | CZ                     | CZL                    |
| Orange Walk | Orange Walk Town | 4.737           | 44.804                | OW                     | OWK                    |
| Stann Creek | Dangriga         | 2.176           | 31.514                | SC                     | SCK                    |
| Toledo      | Punta Gorda      | 4.648           | 29.885                | TO                     | TOL                    |